# Operophtera groenlandica
Operophtera groenlandica är en fjärilsart som beskrevs av De Lesse 1951. Operophtera groenlandica ingår i släktet Operophtera och familjen mätare. Inga underarter finns listade i Catalogue of Life.

## Bildgalleri

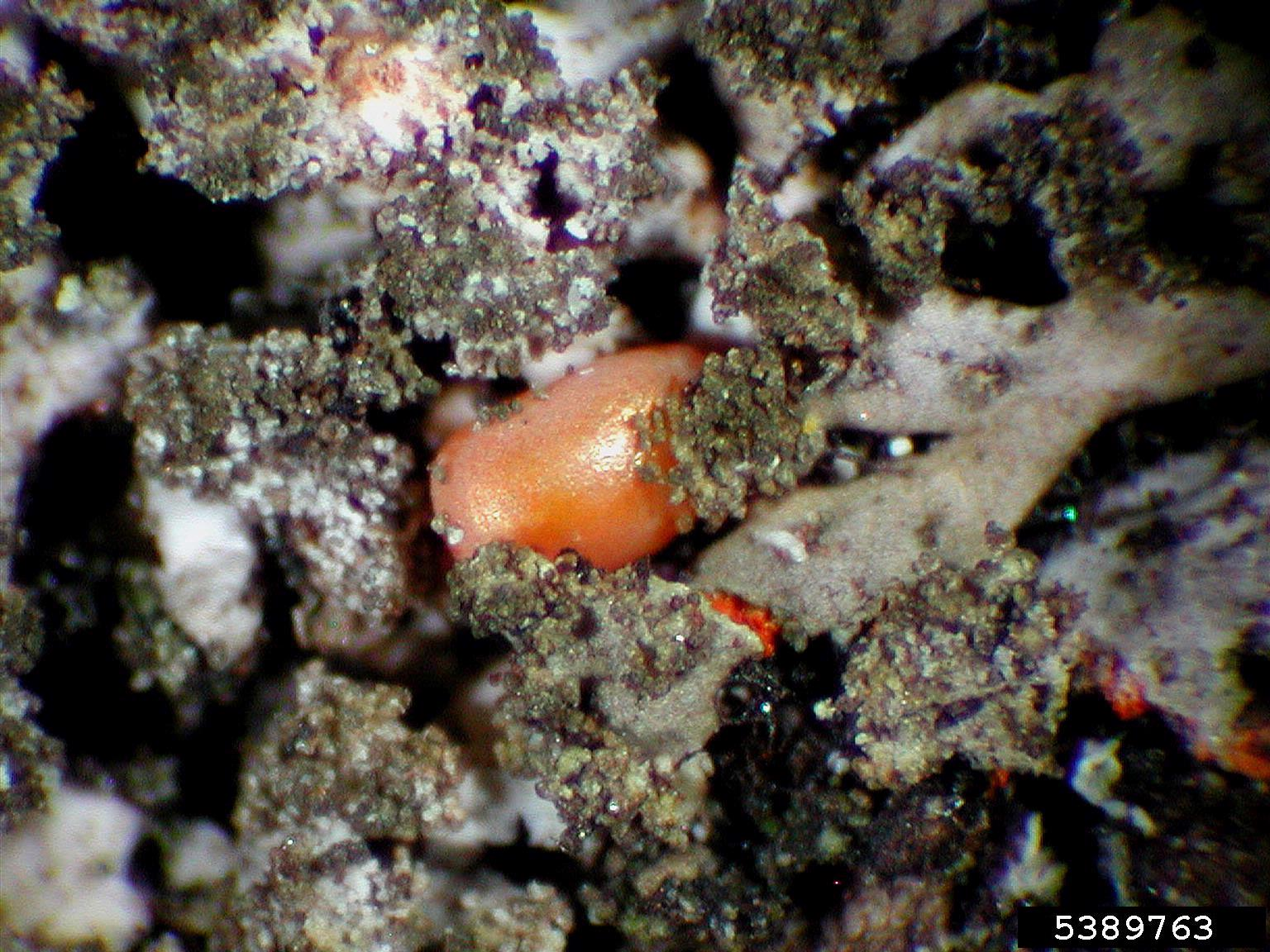
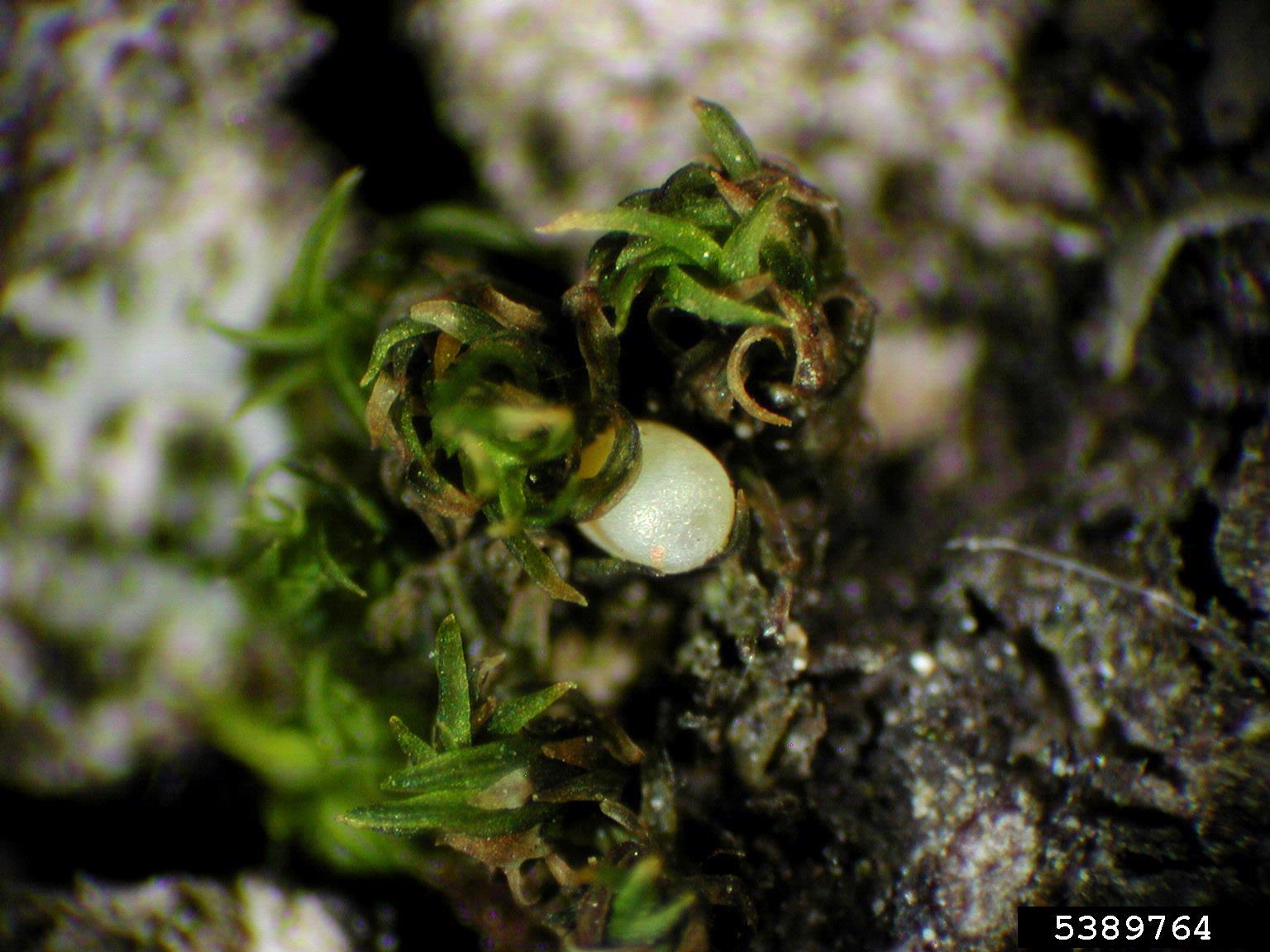
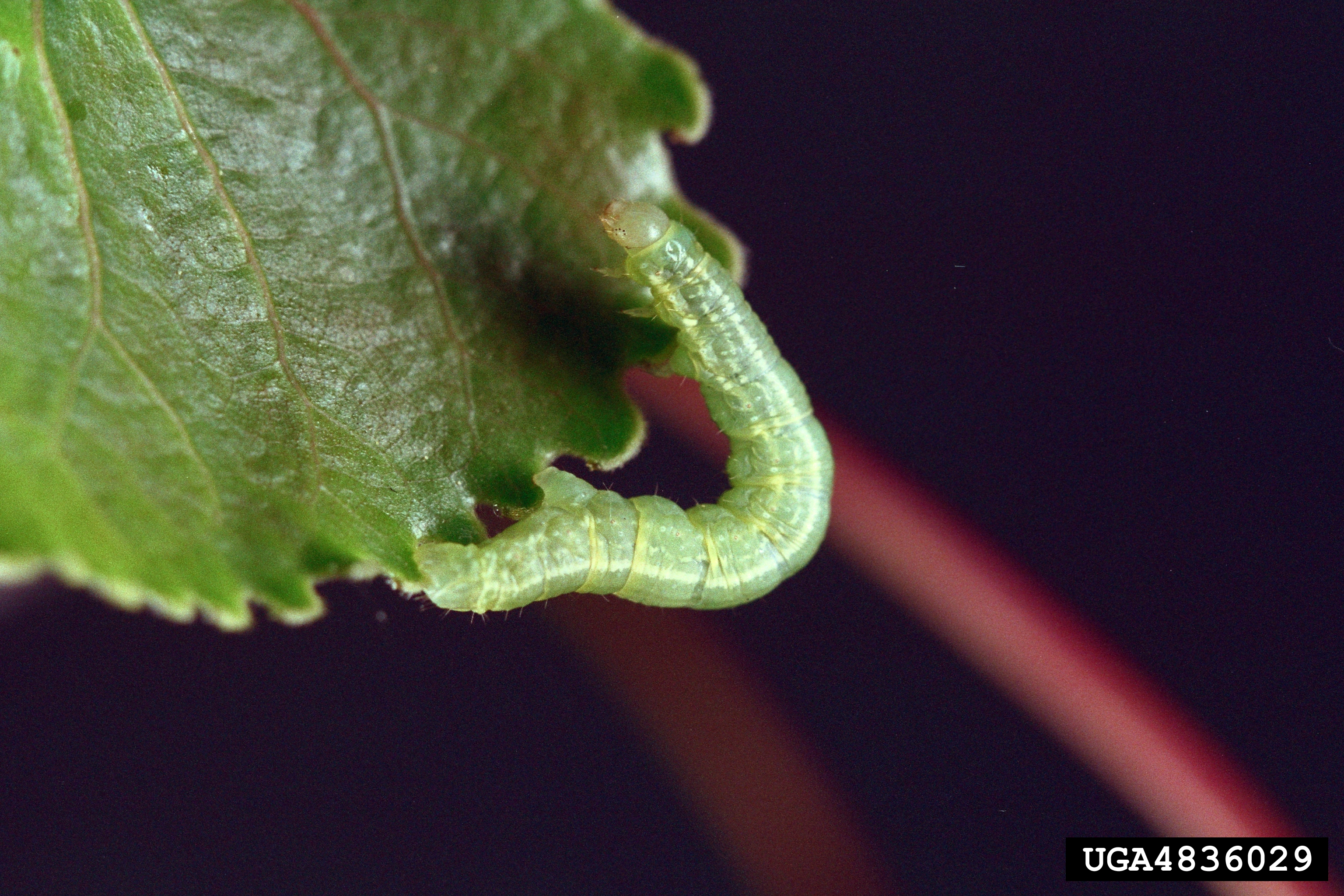
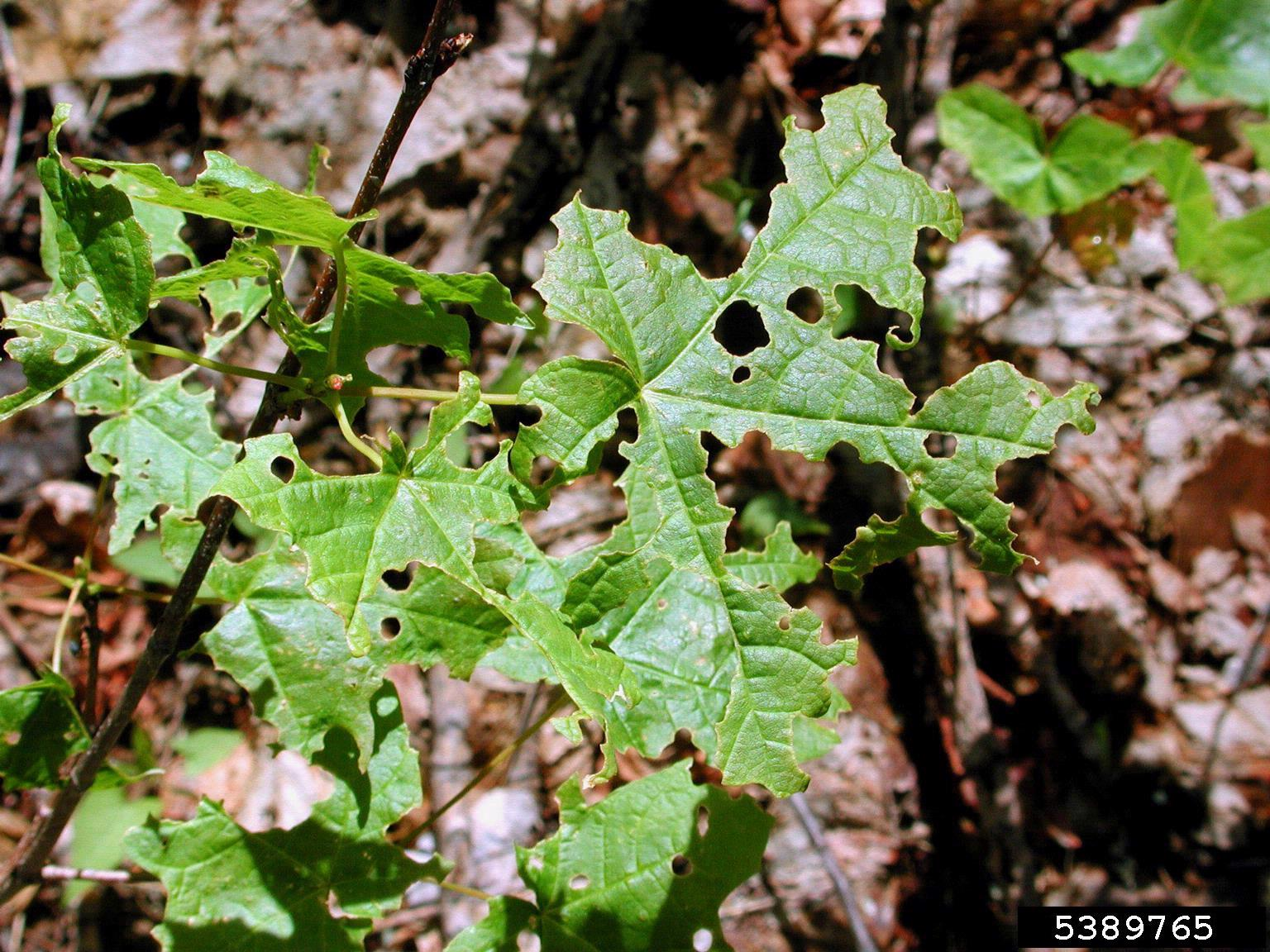
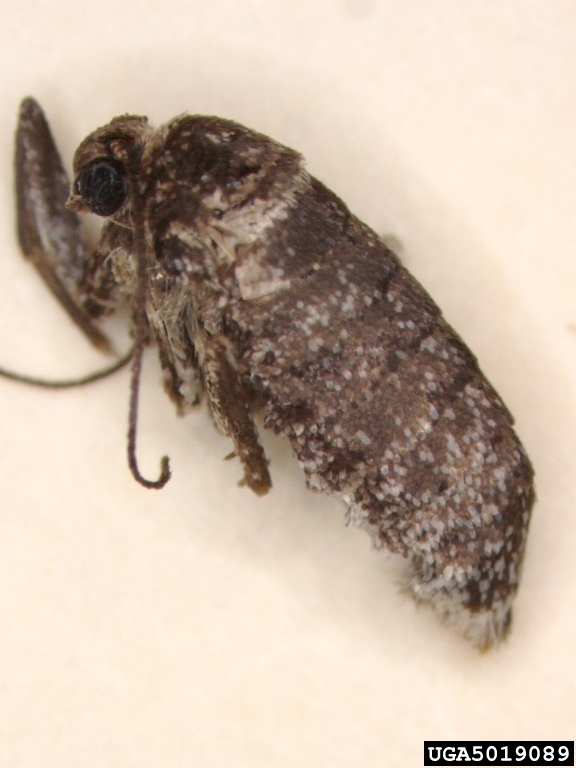
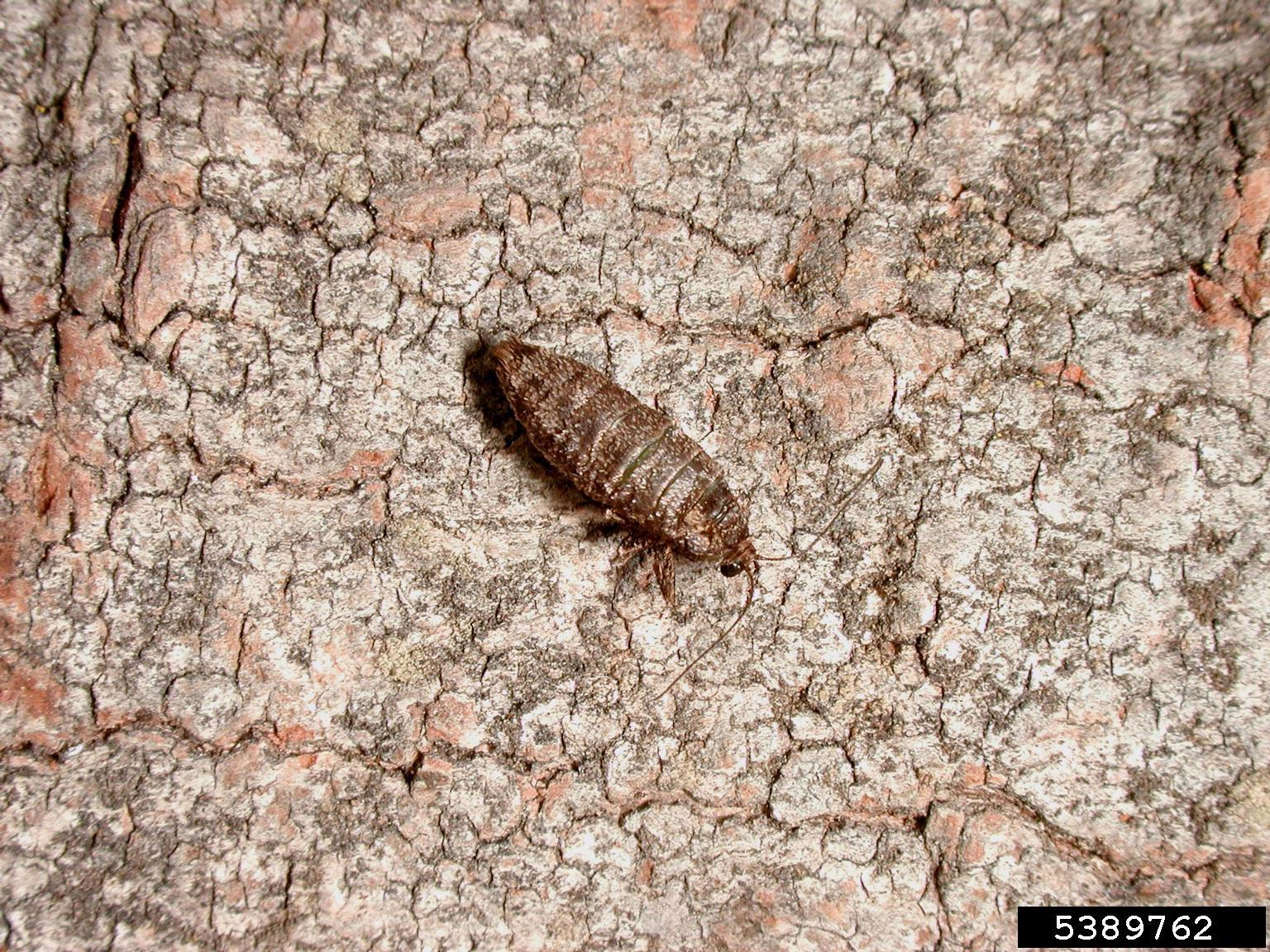